# Lac de Saint-Agnan
Pour les articles homonymes, voir Saint-Agnan.
Le lac de Saint-Agnan est un lac artificiel situé sur le Cousin. Il se trouve dans le département de la Nièvre, dans le parc naturel régional du Morvan, au centre du bourg de Saint-Agnan-en-Morvan.
Il est également l'un des 6 grands lacs du Morvan.

## Le barrage
Son barrage, à l'extrémité nord du lac, situé sur la commune de Saint-Agnan-en-Morvan, est long de 160 m et s'élève à 16 m de hauteur. Il a été réalisé en arène granitique compactée. Il retient un plan d'eau d'une superficie de 140 ha à niveau constant, en utilisant un versant naturel. Le fond est en partie constitué de sable. À l'emplacement de l'ancienne digue, garnie en terre et de pierres de côté du lac, le fond est particulièrement encombré par des blocs de pierre et de nombreuses souches d'arbres.
Le barrage est équipé d'une centrale hydro-électrique gérée par E.D.F..
La retenue d'eau permet l'alimentation en eau potable d'une trentaine de villages alentour et jusque dans l'Avallonnais.

## Histoire

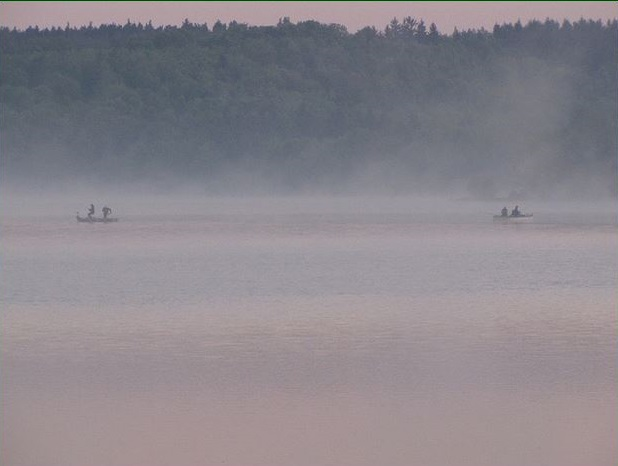
Pêcheurs sur le lac
dans la brume matinale

Il a été inauguré en 1969. Il est ainsi le dernier né des grands lacs de barrage du Morvan. C'est un lieu pour les pêcheurs qui y trouvent des rives en pente douce, quelquefois difficiles d'accès mais les variétés de poisson sont multiples : brochet, sandre, perche, gardon, carpe miroir, tanche. Certains poissons dépassent les 15 kg. Il y a également des activités de voiles, planche à voile, canoë, pédalo. La navigation à moteur est interdite. On peut en faire le tour par des sentiers aménagés sur une distance de 9 km.
Le lac a été vidangé en octobre 2002 et en 2008.

## Galerie

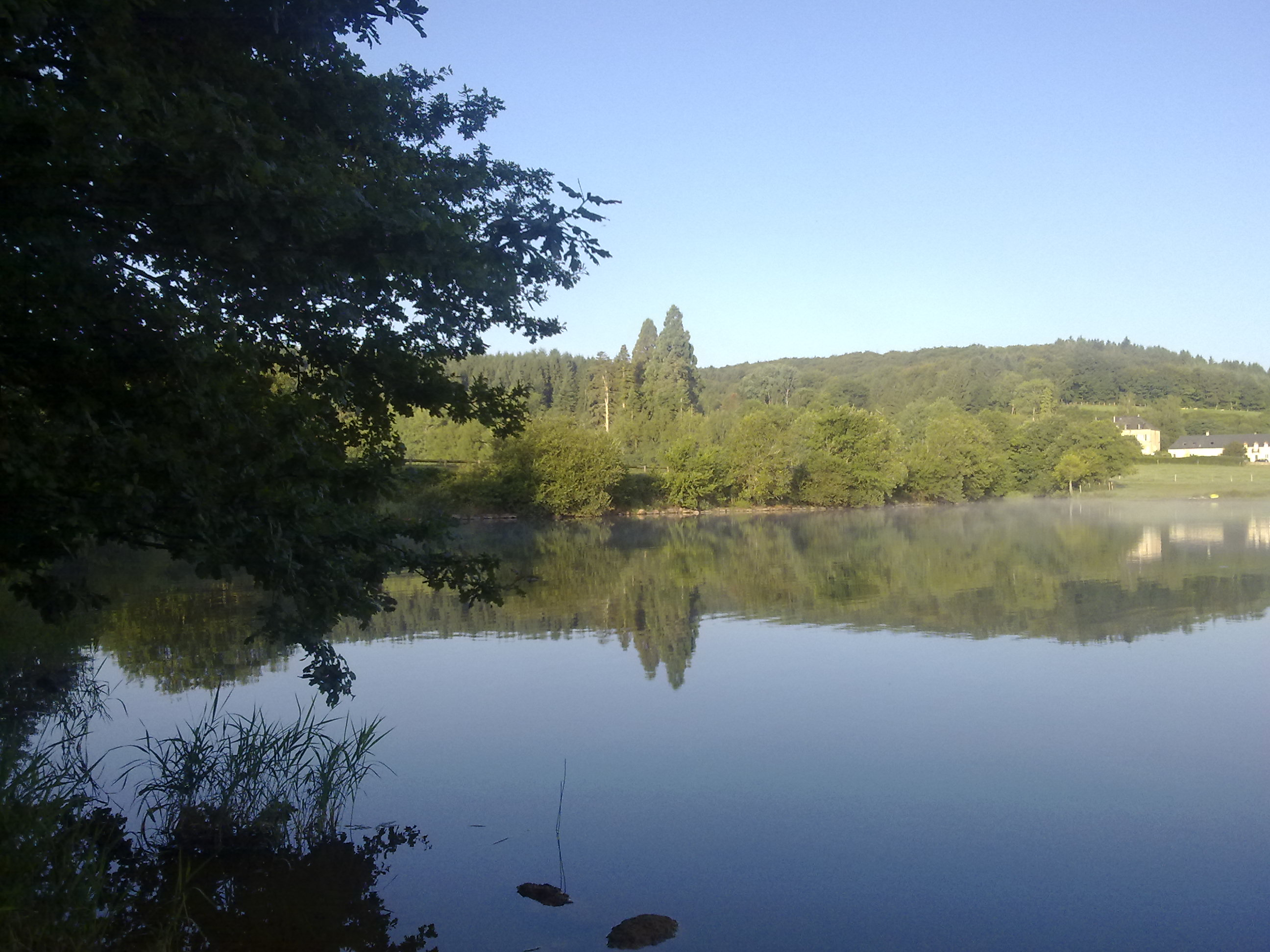
Le camping vu depuis la rive sud-est.
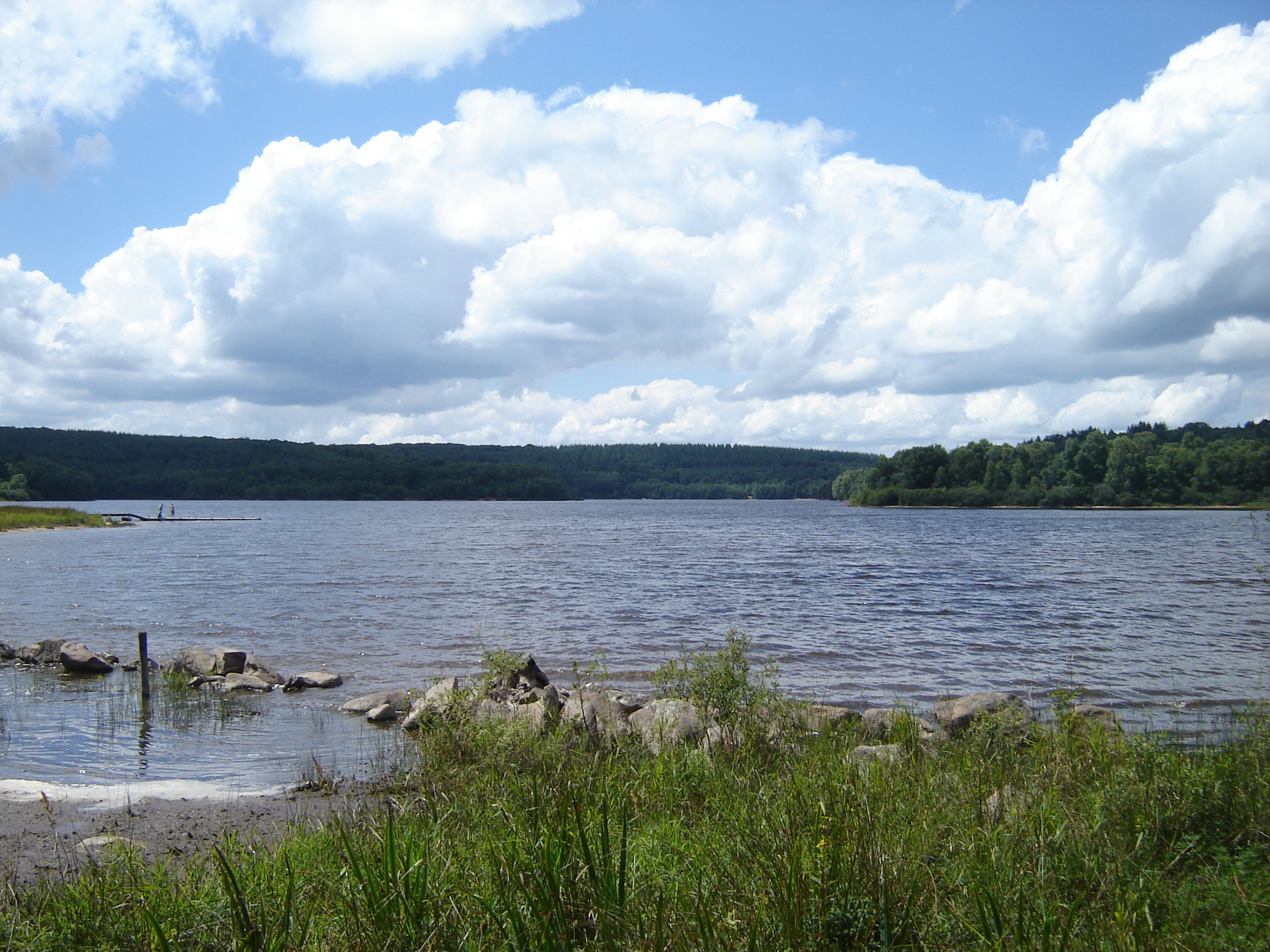
Vue depuis le sentier près du village de vacances du Bois du Loup.
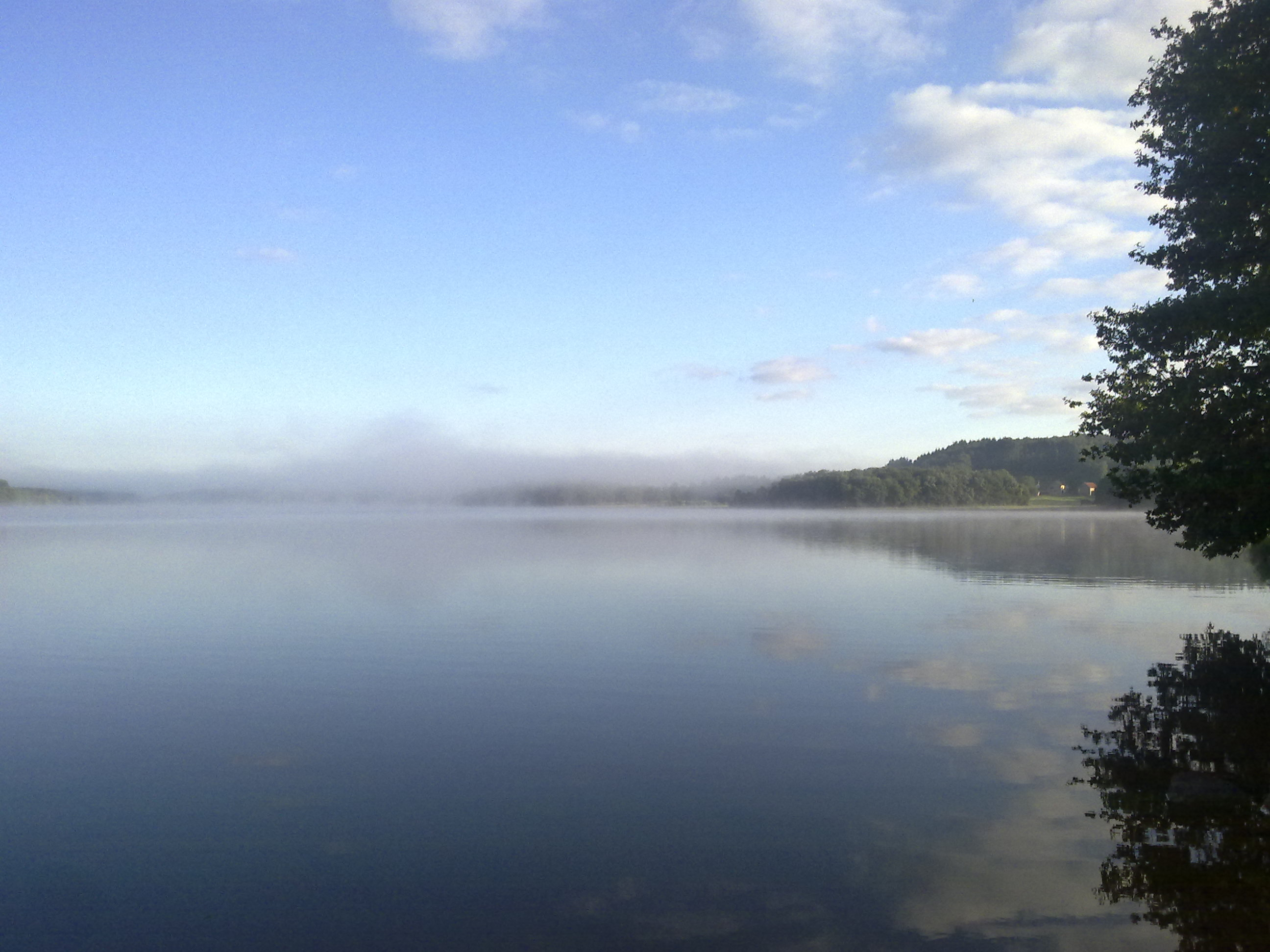
la brume du matin se lève. Hameau Les Corps à droite
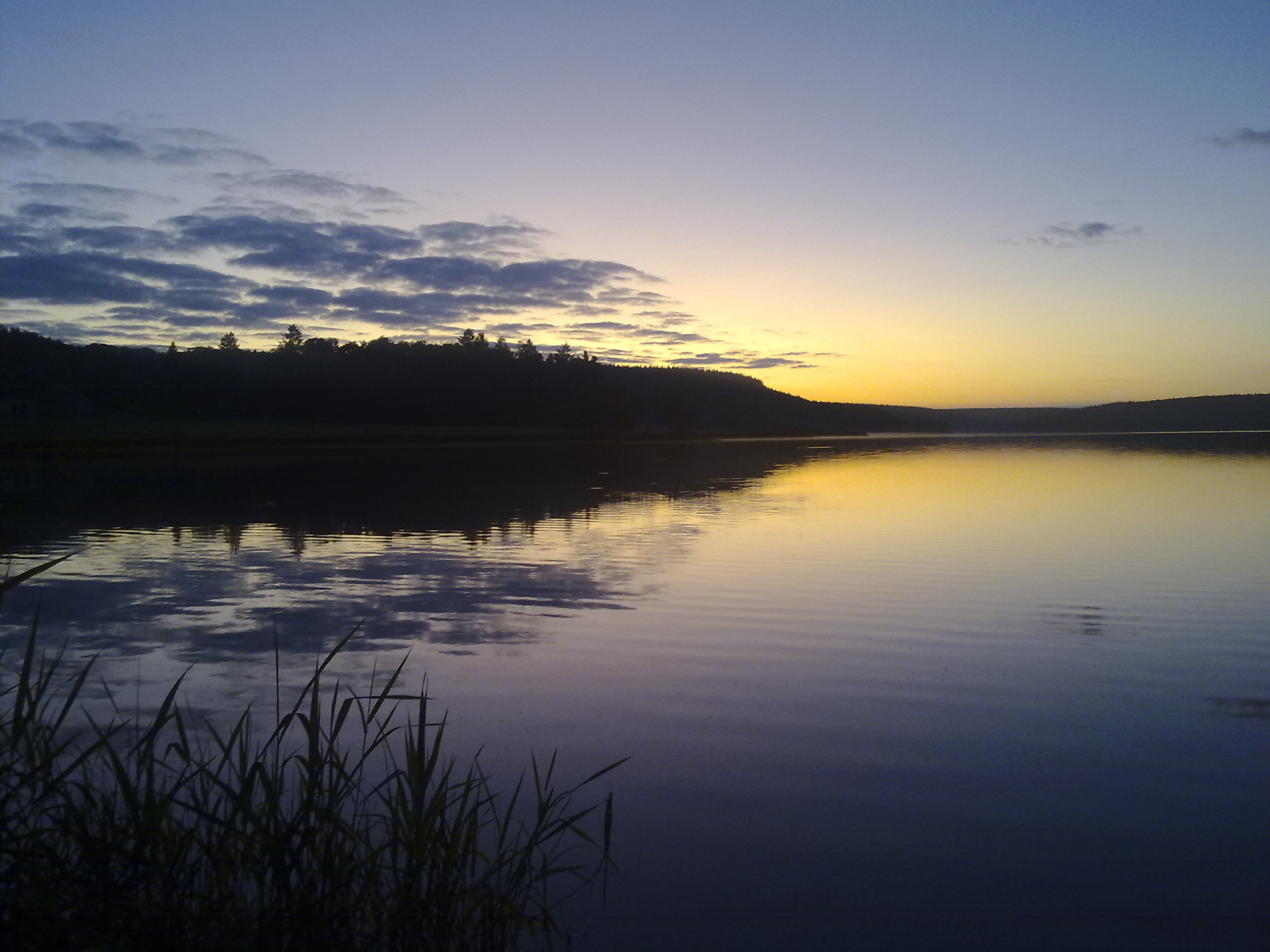
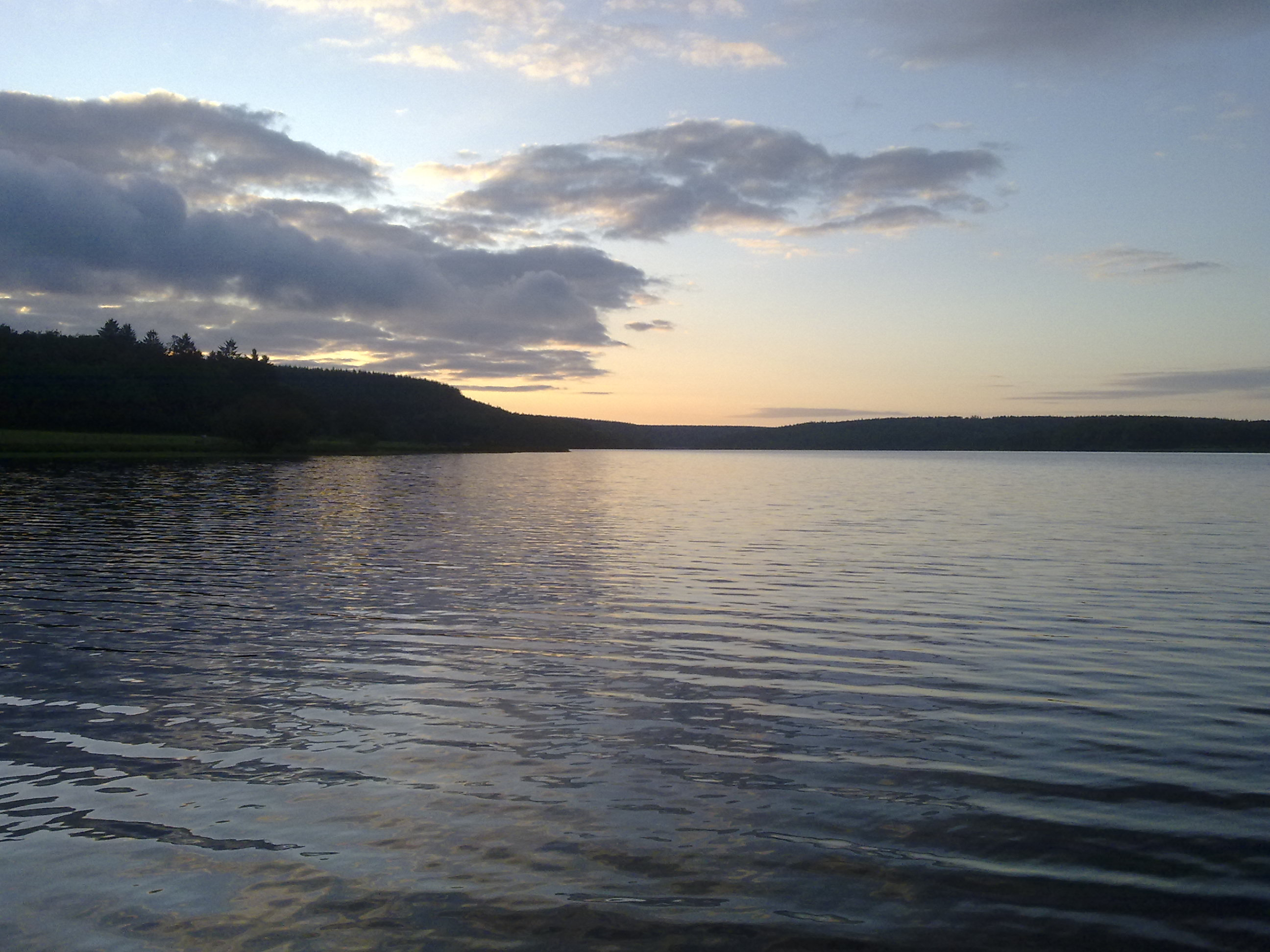